# Туирово
 Туирово — деревня в Тукаевском районе Татарстана. Входит в состав Биюрганского сельского поселения.

## География
Находится в северо-восточной части Татарстана на расстоянии приблизительно 22 км на восток-северо-восток от районного центра города Набережные Челны у речки Игат.

## История
Основана не позднее середины XVIII века, упоминалась еще как Таирпова. До 1860-х годов население учитывалось как башкиры, в начале XX века здесь уже были мечеть и мектеб.
В «Списке населенных мест по сведениям 1870 года», изданном в 1877 году, населённый пункт упомянут как деревня Таирова 5-го стана Мензелинского уезда Уфимской губернии. Располагалась при речке Игате, по правую сторону почтового тракта из Мензелинска в Елабугу, в 16 верстах от уездного города Мензелинска и в 4 верстах от становой квартиры в деревне Кузекеева (Кускеева). В деревне, в 38 дворах жили 250 человек (132 мужчины и 118 женщин, башкиры), были мечеть, училище. Жители занимались плетением лаптей.

## Население
Постоянных жителей было: в 1816 — 37 душ мужского пола, в 1834 — 92, в 1859—227, в 1870—250, в 1884—316, в 1906—434, в 1913—503, в 1920—533, в 1926—392, в 1938—271, в 1949—258, в 1958—220, в 1970—163, в 1979—131, в 1989 — 66, 62 в 2002 году (татары 100 %), 59 в 2010.